# Hadronomas puckridgi
Hadronomas puckridgi — викопний вид родини Кенгурових. Існував у пізньому міоцені.
Етимологія: грец. ἁδρός — «товстий, великий», грец. νομάς — мандрівник, алюзія на гіпотетичну мандрівну природу цього великого представника родини кенгурових; виду названий на честь P.L. Puckridge, тодішнього власника Alcoota station. Hadronomas — найбільший пізньоміоценовий кенгуру, будучи трохи більший за теперішніх кенгурових.
Місце знаходження викопних решток: північний-схід Аліс-Спрингс (англ. Alcoota Local Fauna), Північна територія. Вид добре представлений численними нижніми щелепами, фрагментами черепів і різноманітним зачерепним матеріалом. Hadronomas характеризується відносно пласким верхом черепа, широкою мордочкою та ін.